# List (film 1952)
List (tytuł oryginalny U oluji / У олуји) – jugosłowiański  czarno-biały dramat filmowy z 1952 roku w reżyserii Vatroslava Mimicy.

## Obsada
- Mia Oremović jako Rose
- Dragomir Felba jako Drago
- Antun Nalis jako Vinčenco
- Veljko Bulajić jako ksiądz
- Dragica Malić jako Kika
- Asja Kisić jako Emilija
- Ljubomir Didić jako Stipe
- Tana Mascarelli jako matka
- Rada Kraljević jako dziewczyna